# Джермистон
Дже́рмистон (Germiston) — административный центр городского округа Экурхулени в провинции Гаутенг (ЮАР).

## История
Джермистон был основан в 1886 году, во время золотой лихорадки, в качестве места для поселения шахтёров для компании «Simmer and Jack Mines Limited», которой владели Джон Джак с фермы Джермистон, что около Глазго в Великобритании, и Август Зиммер из местечка Фаха в Германии. Золотоискателям повезло, и город начал быстро расти. В 1921 году здесь был возведён крупнейший в мировой золотодобыче горно-обогатительный комбинат «Rand Refinery», через который прошло 70 % добытого в мире золота.
После образования в 2000 году городского округа Экурхулени Джермистон стал его административным центром.

## Знаменитые уроженцы
- Бреннер, Сидней — лауреат Нобелевской премии в области медицины и физиологии 2002 года.